# Az euró nyelvi vonatkozásai
Az Európai Unió közös fizetőeszköze, az euró megnevezésével kapcsolatban számos nyelvi probléma merült fel az Unió egyes tagállamaiban, többek között a fizetőeszköz helyesírásával és a többes számú alakkal kapcsolatban.
Az EU hivatalos dokumentumaiban csak az euro forma elfogadott, bármilyen nyelvre is fordítják a dokumentumot (bár figyelembe véve a különböző írásrendszereket). Nem hivatalos dokumentumokban az adott nyelvnek megfelelő helyesírással is használható.
Az Európai Bizottság irányelve alapján folyó szövegben, általános értelemben az euro és cent használata javasolt. Táblázatokban vagy ahol a pénznem megnevezését összeg is követi, az euro ISO kódját (EUR) javasolt használni (jogi szövegekben ez kötelező).

## A névadás és a madridi elvek
Az új közös pénz nevéről a madridi csúcson (1995. december 15–16.) született megállapodás az akkori uniós tagok között; az euró ekkor kapta jelenlegi nevét. Így az EU-tizenötök rendelkeztek a közös pénz nevének írásmódjáról is, mely a döntés értelmében egyes szám, nem ragozott formában, minden tagállami nyelven egységesen euro, tekintet nélkül az egyes országok helyesírási különbségeire. Az elnevezés egysége szimbolikus jelentőségű. A nem latin jelrendszert használó nyelvek – így a görög és a bolgár is – felmentést kaptak ezen rendelkezés alól. A többes számú és ragozott alakokra nincs központi előírás. Ezen alapelveket az euro bevezetéséről szóló 974/98/EK tanácsi rendelet rögzíti.
Az Európai Unió 2004-es bővítésekor csatlakozó új tagállamok az euró írásmódjára vonatkozó szabályokat az acquis communautaire, azaz az Európai Unió egész érvényes jogrendszere egészével együtt átvették.
A megkövetelt írásmód azonban több nyelvben is problémás, így a pénznem írásmódja körüli merev szabályokat többen is vitatták/vitatják, köztük Lettország, Litvánia, Málta, Magyarország és Szlovénia. Bár az Unió hivatalos nyelvei hivatalosan minden egyéb tekintetben egyenlőek, a helyi igényeknek megfelelő formák alkalmazása helyett az Európai Központi Bank – kitartván a madridi elvek mellett – egységesen megköveteli az euro forma használatát, legalább a közösségi dokumentumokban és a jogszabályokban. (Megj.: A görög euróérméken a cent felirat helyett a lepta szó szerepel, igaz, a nemzeti oldalon.)

## Magyar elnevezés
Magyar nyelv:
A pénznem magyar neve a Magyar Tudományos Akadémia állásfoglalása szerint hosszú ó-val írandó (mivel a szó végi ó és ő mindig hosszú, ráadásul a földrész nevét is hosszú ó-val írják a magyar helyesírási szabalyok értelmében). A köznyelvben egyeduralkodó az euró forma; a hivatalos uniós dokumentumokban ellenben az euro szó (illetve az EUR rövidítés) használatos a közös pénz megnevezésére, igazodva a 974/98. rendelethez. E kettősség nyomatékosítására Magyarország (Lettországgal és Máltával közösen) nyilatkozatot fűzött a lisszaboni szerződéshez, miszerint „a szerződések lett, magyar illetve máltai szövegében alkalmazott írásmódja semmiben nem befolyásolja a lett, a magyar illetve a máltai nyelv fennálló szabályait”. Magyarország nem ragaszkodik ahhoz, hogy a közös pénzen a magyar helyesírás szerinti elnevezést is feltüntessék. 2006. december 5-én az Európai Központi Bank felhívta Magyarországot és Lettországot az euro forma használatára. A DPA hírügynökség szerint ha a két ország nem változtat névhasználati gyakorlatán, az az eurózónába történő bejutásuk elé is akadályt gördíthet. December 19-én az Európai Parlamentben képviselt magyarországi és határon túli magyar pártok delegációvezetői levélben kérték az Európai Központi Bank elnökét, hogy a sokszínűség tiszteletének jegyében ismerje el a pénznem magyar írásmódját.
(Sajnálatos módon ebbe a levélbe kellemetlen hiba csúszott, mert a képviselők abban a hangsúly jelének nevezik az ékezetet.)
Az Európai Központi Bank elnöke válaszában újra a rendeletre hivatkozott, és elutasította a kérést. Ennek ellenére a magyar köznyelv továbbra is hosszú ó-val írja a pénznem nevét.
Magyar nyelv – rovásírással:
A székely–magyar rovásírás fordított E betűje  tökéletesen alkalmas arra, hogy a rovásbetűkkel írandó szövegekben az euró € jeleként használjuk. Az euró szó nem latin betűs felírása (székely-magyar rovásírás, jobbról balra): 

## Az euro formától eltérő helyi elnevezések
Bolgár nyelv:
A közös pénz bolgár elnevezése евро (evro), a szónak eltérő többes száma nincs. Ami az 1- és 2- eurós érméket illeti, a görög modell alapján ebben a formában fog megjelenni a bolgár euróérméken.
A váltópénz neve цент (cent), többes számú alakja цента (centa). A bolgár euróérmék nemzeti oldalán ebben a formában fog megjelenni.
Az írásmódot illetően azonban komoly vita alakult ki a bolgár kormány az Európai Bizottság között. Bulgária az евро (evro), míg az Európai Bizottság az еуро (euro) változat mellett áll ki. Bulgária arra hivatkozik, hogy a bankjegyeken szereplő görög felirat sem az euro szó pontos görög átírása, hanem önálló görög változat.
Eszperantó nyelv:
A közös pénz eszperantó elnevezése eŭro, mivel az eszperantóban 'e' és 'a' után csak 'ŭ' állhat, diftongust, másfélhangzót képezve.
Ír nyelv:
A közös valuta neve írül eoró, Európa gael neve (Eoraip) után. Az eoró forma gyakran előfordul az írországi nyomtatott sajtóban, a köznyelvben viszont – az angolból átvett – euro forma az elterjedtebb. A szigetországban mind az angol, mind az ír hivatalos nyelv; a nagy többség anyanyelve az angol.
Lett nyelv:
A közös pénz lett elnevezése az eiro a rigai kormány határozata értelmében; a kérdés legutóbb 2006 januárjában került napirendre. Az eltérés indoka, hogy Európa lett megfelelője Eiropa, továbbá hogy a lett nyelv nem tűri meg egymás mellett az e és u hangzókat. A Lett Tudományos Akadémia Nyelvészeti Bizottsága ugyanakkor az eira elnevezés mellett foglalt állást, mivel a lettben az -o végű szavakhoz nem járulhat toldalék. A köznyelvben az eira forma elterjedtebb. Lettországban a nyelvvédelem a Szovjetunióból való kiválás óta rendkívül hangsúlyos téma; a kormány többször is kijelentette, hogy nyelvi érdekeit szükség esetén az Európai Bíróság színe előtt is hajlandó megvédeni.
Litván nyelv:
Az euró litván nyelvi megfelelője az euras. A litván nyelv a jövevényszavakat szinte minden esetben a litván szavakra jellemző végződésekkel (-as, -is) látja el.
Máltai nyelv:
A pénznem máltai neve a Máltai Nyelv Tanácsának döntése értelmében ewro-ként írandó, igazodva Európa máltai megnevezéséhez (Ewropa). Az állásfoglalást 2005 decemberében publikálták.
Szlovén nyelv:
Az evro, a szlovén köznyelvi elnevezés szintén Európa helyi nevéből (Evropa) lett levezetve; Szlovénia hivatalos dokumentumaiban azonban – eleget téve az EKB elvárásainak – kizárólagosan az euro formát használja egy 2006. március havi törvény alapján.
Török nyelv:
A Török Nyelvi Társaság Avrupa, kontinensünk török neve után az avro megnevezést ajánlja. A média és a köznyelv mind az avro, mind az euro szavakat használja.